# Lijst van burgemeesters van Rhijnauwen
Dit is een lijst van burgemeesters van de voormalige Nederlandse gemeente Rhijnauwen tot die gemeente in 1857 opging in de gemeente Bunnik.
| Ambtsperiode | Naam burgemeester                | Partij of stroming | Bijzonderheden                                                                         |
| ------------ | -------------------------------- | ------------------ | -------------------------------------------------------------------------------------- |
| 18?? - 1844  | H. van Ommeren                   |                    |                                                                                        |
| 1844 - 1850  | J.G. Geelkerken                  |                    | tevens burgemeester van Bunnik (al voor 1837 tot 1850)                                 |
| 1850 - 1853  | C.W.E.C. baron de Geer           |                    | tevens burgemeester van Bunnik (1850-1853), Odijk (1847-1853) en Werkhoven (1846-1853) |
| 1853 - 1857  | Mr. IJsbrand Jan Hendrik de Kock |                    | tevens burgemeester van Bunnik, Odijk en Werkhoven (alle drie 1853-1865)               |